# Enlarged to Show Detail 2
Enlarged to Show Detail 2 (ETSD2) - второй документальный видеоальбом американской группы альтернативного рока 311, вышедший в  2001 году. В дополнение к видео также идёт одноимённый мини-альбом. Релиз издания состоялся 11 декабря 2001 года. Альбом получил сертификат золотого диска от RIAA.

## Список композиций
| №   | Название             | Длительность |
| --- | -------------------- | ------------ |
| 1.  | «Intro»              |              |
| 2.  | «3-11 Day»           |              |
| 3.  | «The Hive»           |              |
| 4.  | «Tim Mahoney»        |              |
| 5.  | «311 in Japan»       |              |
| 6.  | «Nick Hexum»         |              |
| 7.  | «311 Milk Challenge» |              |
| 8.  | «Old School»         |              |
| 9.  | «Tolerance»          |              |
| 10. | «Helloween»          |              |
| 11. | «Chad Sexton»        |              |
| 12. | «Weenie Roast»       |              |
| 13. | «P-Nut»              |              |
| 14. | «Small Venues»       |              |
| 15. | «The Fans»           |              |
| 16. | «Managment & Crews»  |              |

| №                   | Название                                 | Длительность |
| ------------------- | ---------------------------------------- | ------------ |
| 1.                  | «Dancehall»                              | 2:51         |
| 2.                  | «Bomb The Town»                          | 3:32         |
| 3.                  | «Will The World» (Instrumental)          | 1:05         |
| 4.                  | «We Do It Like This»                     | 2:46         |
| 5.                  | «Dreamland» (Instrumental)               | 1:14         |
| 6.                  | «I'll Be Here Awhile» (Acoustic version) | 3:28         |
| Общая длительность: | Общая длительность:                      | 14:56        |

## Чарты и сертификация альбома
| Чарты        | Год    | Чарты        | Позиция             |
| ------------ | ------ | ------------ | ------------------- |
| Чарты        | 2001   | Billboard    | 17                  |
| Сертификация | Страна | Сертификация | Продажи             |
| Сертификация | США    | Золотой      | более 25 тыс. копий |

## Участники записи
311
- Ник Гексум — вокал, ритм-гитара
- Дуглас «S.A.» Мартинес — вокал, тёрнтейбл
- Тим Махоуни — соло-гитара
- Аарон «P-Nut» Уиллс — бас-гитара
- Чед Секстон — ударные, перкуссия